# 硝呋坦
硝呋坦是一种有机化合物，化学式为C11H9N3O3，于20世纪70年代至80年代被研发，可用作抗抑郁药。
它可以2-硝基重氮苯氯化物和糠醛为原料，经多步反应制得：